# UFC Fight Night: Silva vs. Bisping
UFC Fight Night: Silva vs. Bisping var en MMA-gala som arrangerades av Ultimate Fighting Championship och ägde rum 27 februari 2016 i London i England.